# Cao Cừ Di
Cao Cừ Di (giản thể: 高渠弥; phồn thể: 高渠彌, ?-694 TCN), là đại phu nước Trịnh thời Xuân Thu trong lịch sử Trung Quốc.

## Trận chiến ở Nhu Cát
Cao Cừ Di bắt đầu xuất hiện trong sử sách từ thời Trịnh Trang công (743 TCN-701 TCN). Năm 707 TCN, Trịnh Trang công bỏ không đến triều kiến Chu Hoàn vương. Chu Hoàn vương tức giận, hội quân cùng các nước chư hầu gồm Sái, Vệ và Trần mang quân đánh nước Trịnh. Hai bên chạm trán ở Nhu Cát. Cao Cừ Di cùng Tế Trọng và Nguyên Phồn được giao chỉ huy trung quân ra đánh với quân nhà Chu.
Quân Trịnh giành chiến thắng, bắn trúng vai Chu Hoàn vương, vua Chu phải rút quân. Trịnh Trang công muốn phong thưởng cho Cao Cừ Di lên chức khanh, nhưng thế tử Hốt khuyên ngăn nhưng Trịnh Trang công không nghe, phong chức cho Cao Cừ Di. Từ đó, Cừ Di và thế tử Hốt sinh ra hiềm khích.

## Giết Trịnh Chiêu công
Năm 701 TCN, Trịnh Trang công qua đời, thế tử Hốt lên nối ngôi tức Trịnh Chiêu công. Năm 700 TCN, đại phu Tế Trọng phế Trịnh Chiêu công, lập công tử Đột lên ngôi, tức là Trịnh Lệ công.
Năm 697 TCN, Trịnh Lệ công cùng con rể Tế Trọng là Ung Củ mưu giết Tế Trọng nhưng không thành, Trịnh Lệ công bỏ trốn. Tế Trọng lại đón Trịnh Chiêu công về phục ngôi.
Cao Cừ Di đem lòng thù oán Trịnh Chiêu công. Tháng 10 năm 695 TCN, nhân Trịnh Chiêu công đi tế lễ, Cao Cừ Di bí mất sai người bắn chết Trịnh Chiêu công.
Sau khi Trịnh Chiêu công bị giết, người nước Trịnh muốn đón Trịnh Lệ công về phục ngôi nhưng Cao Cừ Di cùng Tế Trọng không chịu, lập công tử Vĩ lên ngôi.

## Bị giết ở Thủ Chỉ
Tháng 7 năm 694 TCN, Tề Tương công hội chư hầu ở đất Thủ Chỉ, triệu Trịnh Tử Vỉ đến hội. Tử Vỉ định cùng Cao Cừ Di và Tế Trọng chuẩn bị đi sứ. Tế Trọng sợ Trịnh Lệ công từ đất Lịch đem quân về đánh, khuyên Tử Vỉ và Cừ Di không nên đi nhưng hai người không nghe. Tế Trọng sợ bị vạ lây, xưng bệnh không đi. Tử Vỉ bèn phong Cừ Di làm tướng lễ cùng mình đến Thủ Chỉ.
Tử Vỉ và Cao Cừ Di đến đất Thủ Chi, yết kiến Tề Tương công. Tề Tương công lén đặt phục binh, khi vua tôi Tử Vỉ đến hội thì sai quân xông vào giết Trịnh Tử Vỉ và bắt Cao Cừ Di, kế tội giết vua, dùng xe ngựa phanh thây. Không rõ năm ấy Cao Cừ Di được bao nhiêu tuổi.
Tế Trọng đón tông Tử Anh đang làm con tin ở nước Trần về lập làm vua.